# Agropyropsis lolium
Agropyropsis lolium är en gräsart som först beskrevs av Benedict Balansa, och fick sitt nu gällande namn av Aimée Antoinette Camus. Agropyropsis lolium ingår i släktet Agropyropsis och familjen gräs. Inga underarter finns listade i Catalogue of Life.